# Сунь Женьцзе
Сунь Женьцзе — китайський фристайліст, спеціалізується на могулі і паралельному могулі. На міжнародних змаганнях дебютував 2 лютого 2011 року на чемпіонаті світу у американському Дір-Веллі.

## Здобутки

### Чемпіонати світу
| № | Дата       | Місце                                      | Дисципліна        | Результат | Очки |
| - | ---------- | ------------------------------------------ | ----------------- | --------- | ---- |
| 1 | 02/02/2011 | Чемпіонат світу з фристайлу 2011 Дір-Веллі | Могул             | 32        | 2.42 |
| 2 | 05/02/2011 | Чемпіонат світу з фристайлу 2011 Дір-Веллі | Паралельний могул | 33        | ---  |